# 口蓋垂鼻音
口蓋垂鼻音（こうがいすい びおん）とは子音の類型の一つ。後舌と軟口蓋の後端で閉鎖を作り、口蓋帆を下げて呼気を鼻へも通すことによって生じる音。国際音声記号 (IPA)で[ɴ]と記述される。

## 特徴
- 気流の起こし手 - 肺臓気流機構によって生じる呼気。
- 発声 - 声帯の振動を伴った有声音。
- 調音
  - 調音位置 - 口蓋垂
  - 調音方法
    - 口腔内の気流 -
    - 調音器官の接近度 - 完全な閉鎖とその開放による破裂音。
    - 口蓋帆の位置 - 口蓋帆を下げて鼻腔へも呼気を送った鼻音。

## 言語例
まれな子音でありこの音を用いる言語は多くない。
- 日本語 - 本 [hoɴ]。一般に日本語の語末の撥音（/ん/）はこの音だとされることが多い。ただし、実証的研究では異論が唱えられている[1][2]。
- ミャオ語 - 鳩 [ɴqo]